# Lettische Eishockeyliga 1994/95
Die Saison 1994/95 war die vierte Spielzeit der lettischen Eishockeyliga, der höchsten lettischen Eishockeyspielklasse. Meister wurde zum ersten Mal in der Vereinsgeschichte überhaupt der HK Nik’s Brih Riga.

## Modus
In der Hauptrunde absolvierte jede der fünf Mannschaften insgesamt 24 Spiele. Der Erstplatzierte der Hauptrunde wurde Meister. Für einen Sieg erhielt jede Mannschaft zwei Punkte, bei einem Unentschieden gab es einen Punkt und bei einer Niederlage null Punkte.

## Hauptrunde

### Tabelle
|    | Klub                | Sp | S  | U | N  | Tore    | Punkte |
| -- | ------------------- | -- | -- | - | -- | ------- | ------ |
| 1. | HK Nik’s Brih Riga  | 24 | 22 | 0 | 2  | 203:093 | 44     |
| 2. | Essamika Ogre       | 24 | 19 | 0 | 5  | 211:089 | 38     |
| 3. | Pārdaugava Riga II  | 24 | 11 | 1 | 12 | 121:135 | 23     |
| 4. | Juniors Riga        | 24 | 4  | 1 | 19 | 084:163 | 9      |
| 5. | Latvijas Zelts Riga | 24 | 3  | 0 | 21 | 092:231 | 6      |

Sp = Spiele, S = Siege, U = unentschieden, N = Niederlagen, OTS = Overtime-Siege, OTN = Overtime-Niederlage, SOS = Penalty-Siege, SON = Penalty-Niederlage